# Hilda Kibet
Hilda Kibet (27 marzo 1981) è una mezzofondista e maratoneta keniota naturalizzata olandese.
È sorella di Sylvia Kibet e cugina di Lornah Kiplagat.

## Palmarès

### Europei
- 1 medaglia:
  - 1 bronzo (Barcellona 2010 nei 10000 m piani)

### Europei di cross
- 1 medaglia:
  - 1 oro (Bruxelles 2008 nell'individuale)

## Campionati nazionali
2009
- 6ª ai campionati olandesi, 10000 m piani - 30'51"92

## Altre competizioni internazionali
2002
- 10ª alla Parelloop ( Brunssum) - 36'48"

2003
- Bronzo alla Mezza maratona di Breda ( Breda) - 1h14'34"
- 5ª alla Zevenheuvelenloop ( Nimega), 15 km - 52'27"
- Argento alla Schoorl Groet Uit Run ( Schoorl) - 34'56"

2004
- Argento alla Mezza maratona di Breda ( Breda) - 1h11'40"
- Bronzo alla Mezza maratona di Egmond aan Zee ( Egmond aan Zee) - 1h17'46"
- 5ª alla 20 km di Alphen aan den Rijn ( Alphen aan den Rijn), 20 km - 1h08'53"
- 4ª alla Dam tot Damloop ( Amsterdam), 10 miglia - 54'59"
- Oro alla Parelloop ( Brunssum) - 33'25"
- Oro alla Schoorl Groet Uit Run ( Schoorl) - 32'54"
- 5ª alla 10 km di Voorthuizen ( Voorthuizen) - 33'25"
- Argento alla 10 km di Groesbeek ( Groesbeek) - 34'19"

2005
- Oro alla Mezza maratona di Egmond aan Zee ( Egmond aan Zee) - 1h13'18"
- 4ª alla Great Scottish Run ( Glasgow) - 1h13'43"
- 5ª alla Dam tot Damloop ( Amsterdam), 10 miglia - 53'08"
- 4ª alla Zevenheuvelenloop ( Nimega), 15 km - 50'38"
- Bronzo alla Great Manchester Run ( Manchester) - 31'46"
- Argento alla Parelloop ( Brunssum) - 32'46"
- Argento alla Glasgow Britannic Asset Women's 10K ( Glasgow) - 31'52"
- 6ª alla Peachtree Road Race ( Atlanta) - 32'37"

2006
- Oro alla Mezza maratona di Breda ( Breda) - 1h12'18"
- Argento alla Mezza maratona di Egmond aan Zee ( Egmond aan Zee) - 1h12'21"
- 5ª alla Dam tot Damloop ( Amsterdam), 10 miglia - 54'21"
- 4ª alla Zevenheuvelenloop ( Nimega), 15 km - 49'31"
- Argento alla Schoorl Groet Uit Run ( Schoorl) - 32'11"
- 7ª alla San Juan World’s Best 10K ( San Juan) - 33'07"

2007
- 6ª alla Maratona di Amsterdam ( Amsterdam) - 2h32'10"
- Oro alla City-Pier-City Loop ( L'Aia) - 1h09'43"
- Oro alla New York City Half Marathon ( New York) - 1h10'32"
- Oro alla Mezza maratona di Egmond aan Zee ( Egmond aan Zee) - 1h13'25"
- Argento alla Dam tot Damloop ( Amsterdam), 10 miglia - 52'37"
- Oro alla Schoorl Groet Uit Run ( Schoorl) - 31'26"
- Oro alla Parelloop ( Brunssum) - 32'24"
- Bronzo alla Glasgow Britannic Asset Women’s ( Glasgow) - 32'25"
- 6ª alla New York Mini 10K ( New York) - 32'26"
- 4ª alla San Juan World’s Best 10K ( San Juan) - 32'39"

2008
- 4ª alla Mezza maratona di Abu Dhabi ( Abu Dhabi) - 1h11'37"
- Argento alla Mezza maratona di Egmond aan Zee ( Egmond aan Zee) - 1h13'30"
- Oro alla Schoorl Groet Uit Run ( Schoorl) - 31'01"
- Oro alla New York Mini 10K ( New York) - 32'43"

2009
- Bronzo alla Maratona di Amsterdam ( Amsterdam) - 2h30'33"
- Argento alla Mezza maratona di Egmond aan Zee ( Egmond aan Zee) - 1h17'32"
- Argento alla Dam tot Damloop ( Amsterdam), 10 miglia - 51'21"
- Oro alla Appingedam Stadsloop ( Appingedam) - 31'58"
- Oro alla Schoorl Groet Uit Run ( Schoorl) - 32'37"
- Argento alla Glasgow Women's 10K ( Glasgow) - 32'30"

2010
- 6ª alla Maratona di Francoforte ( Francoforte sul Meno) - 2h26'23"
- 7ª alla Mezza maratona di Ras al-Khaima ( Ras al-Khaima) - 1h08'40"
- Oro alla Dam tot Damloop ( Amsterdam), 10 miglia - 51'30"
- 4ª alla Glasgow Women's 10K ( Glasgow) - 32'13"

2011
- Argento alla Maratona di Rotterdam ( Rotterdam) - 2h24'27"
- 5ª alla Maratona di Eindhoven ( Eindhoven) - 2h26'36"
- 6ª alla Mezza maratona di Ras al-Khaima ( Ras al-Khaima) - 1h09'35"
- Argento alla Great Scottish Run ( Glasgow) - 1h09'36"
- 5ª alla Mezza maratona di Egmond aan Zee ( Egmond aan Zee) - 1h14'24"

2012
- Argento alla Maratona di Torino ( Torino) - 2h25'46"
- Oro alla Mezza maratona di Göteborg ( Göteborg) - 1h09'27"
- 4ª alla New York City Half Marathon ( New York) - 1h09'42"
- 5ª alla Mezza maratona di Ras al-Khaima ( Ras al-Khaima) - 1h11'15"
- Bronzo alla Mezza maratona di Egmond aan Zee ( Egmond aan Zee) - 1h11'45"
- 4ª alla Dam tot Damloop ( Amsterdam), 10 miglia - 52'45"
- Argento alla Parelloop ( Brunssum) - 31'43"
- Bronzo alla New York Mini 10K ( New York) - 32'34"

2013
- Bronzo alla Maratona di Rotterdam ( Rotterdam) - 2h26'42"
- 9ª alla Maratona di Francoforte ( Francoforte sul Meno) - 2h28'49"
- 4ª alla Roma-Ostia ( Roma) - 1h07'59"
- 4ª alla Dam tot Damloop ( Amsterdam), 10 miglia - 52'51"

2014
- Bronzo alla Mezza maratona di Göteborg ( Göteborg) - 1h11'19"
- 8ª alla New York Half Marathon ( New York) - 1h11'37"
- Bronzo alla Dam tot Damloop ( Amsterdam), 10 miglia - 54'25"
- 9ª alla Zevenheuvelenloop ( Nimega), 15 km - 51'14"